# Петрусенко Анатолій Кіндратович
Анатолій Кіндратович Петрусенко (1938, село Тулиголове, тепер Конотопського району Сумської області — ?) — український радянський діяч, секретар Сумського обласного комітету КПУ, 1-й секретар Кролевецького районного комітету КПУ Сумської області.

## Біографія
Освіта вища. Член КПРС.
Працював головним агрономом, головою колгоспу імені Кірова Кролевецького району Сумської області.
До 1980 року — голова виконавчого комітету Кролевецької районної ради народних депутатів Сумської області.
З грудня 1980 по квітень 1985 року — 1-й секретар Кролевецького районного комітету КПУ Сумської області. 
30 березня 1985 — 25 квітня 1990 року — секретар Сумського обласного комітету КПУ з питань сільського господарства.
З 6 квітня 1990 року — 1-й заступник голови виконавчого комітету Сумської обласної ради народних депутатів.
На 1997 рік — начальник Сумського обласного управління Державного комітету з питань садівництва, виноградарства та виноробної промисловості України.

## Нагороди
- орден Трудового Червоного Прапора
- ордени
- медалі